# Joegoslavisch Verenigd Links
Joegoslavisch Verenigd Links (Servisch: Југословенска удружена левица, ЈУЛ) was een linkse partij in de Federale Republiek Joegoslavië die van 1994 tot 2010 bestond. Aanvankelijk behielden de deelnemende partijen een betrekkelijke autonomie, maar in 1997 werd Verenigd Links een unitaire partij.

## Geschiedenis
JUL, een fusie van drieëntwintig meest communistische partijen en partijtjes werd op 23 juli 1994 opgericht. Mirjana (Mira) Marković, de echtgenote van de Servische president Slobodan Milošević werd gekozen tot voorzitter van het Directoraat van JUL, d.w.z. partijleider. Tot dan toe was Marković partijleider geweest van de Joegoslavische Communistenbond - Beweging voor Joegoslavië (SK-PJ), waarvan de leden het voornaamste bestanddeel vormden van JUL. De partij presenteerde zich als links, progressief, gekant tegen het Servische nationalisme en voorstander van het oude titoïstische ideaal van een Joegoslavische veelvolkerenstaat. De partij trok enkele arbeiders of mensen uit de lagere klassen aan, maar voornamelijk voormalige communistische partijfunctionarissen, bureaucraten, generaals van het Joegoslavische Volksleger en bestuurders van de vroegere staatsbedrijven die na de privatiseringsgolf aan het begin van de jaren negentig op hun post bleven zitten en waren uitgegroeid tot succesvolle zakenlieden. Anders dan veel partijen in Joegoslavië die zich beperkten tot Servië of Montenegro (de twee overgebleven landsdelen van Joegoslavië in de negentiger jaren) was JUL een partij die actief was binnen de hele federale republiek. In Servië werkte het samen met de socialistische partij van Milošević en in Montenegro met de Democratische Partij van Socialisten van Montenegro van de Montenegrijnse president Momir Bulatović. De partij was in Montenegro echter niet succesvol (bij de verkiezingen in Montenegro in 1998 behaalde JUL  maar 0,10% van de stemmen). 
In 1996 trad JUL - ondanks dat de partij geen zetels had in het parlement - toe tot de coalitieregering die werd geleid door de Socialistische Partij van Servië. Bij de Servische parlementsverkiezingen van 1997 vormde JUL een kartel met de socialisten en de liberale partij Nieuwe Democratie onder de naam Linkse Coalitie. De Linkse Coalitie behaalde 34% van de stemmen en werd daarmee met afstand het grootste blok in het parlement van Servië. Van de 110 zetels die de coalitie behaalde, gingen er echter maar twintig naar JUL. De partij trad wederom toe tot de regering. Milovan Bojić werd namens JUL vicepremier onder minister-president Mirko Marjanović (SPS). Ondanks de geringheid van de partij, drukte de partij flink haar stempel op het regeringsbeleid. De reden daartoe was dat de meeste generaals die het regime van Milošević ondersteunden lid waren, dan wel sympathiseerden, met JUL. De belangrijkheid van JUL drukte de SPS aanvankelijk op de achtergrond. Toen eind jaren negentig het nationalisme in Servië weer hoogtij vierde zag JUL zich gedwongen hierin mee te gaan. De partij schaarde zich achter de aanpak president Milošević om de provincie Kosovo te behouden voor Servië en de weigering van Milošević en de zijnen om de autonomie van de in meerderheid uit Albanezen bestaande provincie te herstellen.
Tijdens de NAVO-bombardementen op Joegoslavië in 1999 steunde JUL de officiële lijn van de regering-Milošević. In 2000 sprak de partij zich uit voor een derde termijn van Milošević als president van Joegoslavië, ondanks het feit dat de grondwet slechts voorzag in twee aaneengesloten termijnen. Grootscheepse fraude bij de presidentsverkiezingen van dat jaar leidde tot een volksopstand waarbij Milošević en zijn regering in oktober 2000 ten val kwamen. In de nieuwe voorlopige regering werd JUL niet opgenomen. Bij de parlementsverkiezingen van december van dat jaar verloor JUL al haar zetels. In 2002 werd Marković formeel gekozen tot partijvoorzitter; bij de verkiezingen van 2003 kreeg de partij slechts 0,09% van de stemmen. In datzelfde jaar vluchtte Marković, bang voor gerechtelijke vervolging, naar Rusland. Formeel bleef ze aan het hoofd staan van JUL. In 2010 werd de partij ontbonden. Bojić, vicepremier namens JUL tussen 1999 en 2000, is tegenwoordig actief binnen de rechts-extreme Servische Radicale Partij. Aleksandar Vulin, leider van de nationalistische Socialistische Beweging, minister in opeenvolgende Servische regeringen en thans (2022) minister van Binnenlandse Zaken onder Ana Brnabić, is zijn politieke loopbaan begonnen binnen JUL. Een aantal prominente leden van de grootste politieke partij in Servië, de Servische Progressieve Partij, waren in het verleden lid van JUL.

## Buitenlandse betrekkingen
De partij onderhield gedurende haar bestaan betrekkingen met andere extreemlinkse partijen, zoals de Communistische Partij van China, de Koreaanse Arbeiderspartij en de Communistische Partij van Cuba.